# Onthophagus shimba
Onthophagus shimba är en skalbaggsart som beskrevs av Yves Cambefort 1980. Onthophagus shimba ingår i släktet Onthophagus och familjen bladhorningar. Inga underarter finns listade i Catalogue of Life.